# Grandfresnoy
Grandfresnoy ist eine französische Gemeinde mit 1.826 Einwohnern (Stand: 1. Januar 2022) im Département Oise in der Region Hauts-de-France. Sie gehört zum Arrondissement Compiègne und ist Teil des Kantons Estrées-Saint-Denis. 

## Geografie
Grandfresnoy liegt etwa 13 Kilometer westsüdwestlich von Compiègne. Umgeben wird Grandfresnoy von den Nachbargemeinden Moyvillers im Norden, Arsy im Nordosten, Canly im Norden und Nordosten, La Fayel im Osten, Chevrières im Süden und Südosten, Houdancourt im Süden, Bazicourt im Südwesten sowie Sacy-le-Petit im Westen. 
| Jahr      | 1836  | 1881 | 1921 | 1962 | 1968 | 1975  | 1982  | 1990  | 1999  | 2006  | 2012  |
| --------- | ----- | ---- | ---- | ---- | ---- | ----- | ----- | ----- | ----- | ----- | ----- |
| Einwohner | 1.194 | 954  | 834  | 974  | 989  | 1.141 | 1.179 | 1.338 | 1.502 | 1.547 | 1.668 |

## Sehenswürdigkeiten
- Kirche Sainte-Trinité
- Kapelle Sainte-Catherine